# يان بيل (صحفي)
يان بيل (بالإنجليزية: Ian Bell)‏ هو صحفي بريطاني، ولد في 7 يناير 1956 في إدنبرة في المملكة المتحدة، وتوفي في 11 ديسمبر 2015 في Coldingham ‏ في المملكة المتحدة.